# 交響曲第12番 (ショスタコーヴィチ)
交響曲 第12番ニ短調『1917年』作品112は、ドミートリイ・ショスタコーヴィチが作曲した12番目の交響曲。

## 概要
前作の交響曲第11番と同じくロシア革命の歴史を描いた続編としての性格が濃い作品で、第11番が血の日曜日事件を扱っているが、本作は1917年のウラジーミル・レーニンによる十月革命（ロシア革命）を扱っている。
作曲者が「十月革命とレーニンを具体化せんとしたこの作品は、レーニンを偲ぶものである」とコメントしているように、この曲は1917年の十月革命が題材となっている標題音楽である。彼はこの題材で交響曲第2番と交響詩『十月革命』も作曲している。しかし当局の体制に迎合した作品と見做されたために作品の評価は低く、演奏会で取り上げられる機会は少ない。
ちなみに、ショスタコーヴィチの交響曲全15曲中で、作品番号が連続しているのはこの第12番のOp.112と交響曲第13番のOp.113のみである。

## 作曲の経緯
本作は一気に書かれたものではなく、作曲者が1930年代末頃（30代半ば）から着想していた作品を12番目の交響曲として実現・具体化したものである。ただし最初に着想したものと1961年に完成した本作とは大きく異なっている。当時ショスタコーヴィチはかねてからレーニンを題材にした大規模な作品（交響曲）を構想しており、この時は『レーニン交響曲』というタイトルで作曲を計画していた。そしてその作品を「6番目の交響曲」として発表していたが、折しも第二次世界大戦の始まりによってこの計画は立ち消えになった。
その後20年ほど経った1959年夏に、戦争によって計画が頓挫したレーニンに捧げる作品を再び着手しようと試みて、1960年の中頃から作曲を開始したが、その年に病気によって一時的に中断したため、本格的に取り組んだのは1961年の春から夏までの期間であった。一気に取り組んだ理由はその年の10月に行われる共産党大会において発表するためであったという。完成は8月22日になされた。

## 初演
- 世界初演：1961年10月1日、エフゲニー・ムラヴィンスキー指揮　レニングラード・フィルハーモニー交響楽団
- 日本初演：1962年4月12日、上田仁指揮　東京交響楽団　日比谷公会堂

世界初演の直前の9月8日に作曲家同盟において、2台ピアノ版が試演されている（演奏はミェチスワフ・ヴァインベルクとボリス・チャイコフスキーが担当）。その年の10月1日にムラヴィンスキーによって行われているが、その数時間前にクイビシェフでアブラム・スタセーヴィチの指揮、地元のオーケストラによって同時に演奏されていた。またレニングラードでは同地のラジオとテレビで放送されている。
公式初演が行われた10月1日は当局の第22回共産党大会の開会日であり、それに合わせて作品が披露された。このムラヴィンスキーの演奏は録音されており、現在でもCDで聴くことができる。

## 楽器編成
フルート3（うちピッコロ持ち替え1）、オーボエ3、クラリネット3、ファゴット3（うちコントラファゴット持ち替え1）、ホルン4、トランペット3、トロンボーン3、テューバ1、ティンパニ、大太鼓、小太鼓、シンバル、タムタム、トライアングル、弦五部

## 曲の構成
4楽章形式であるが、全て切れ目なく演奏される。演奏時間は約40分。

### 第1楽章
「革命のペトログラード (英:Revolutionary Petrograd 露:Революционный Петроград)」
- モデラート - アレグロ（Moderato - Allegro）、ソナタ形式。
- ショスタコーヴィチには珍しい、ソナタ・アレグロ形式による（交響曲では他に第9番があるのみ）。革命歌『憎しみの坩堝』も用いられている。モデラートの序奏と典型的なソナタ・アレグロ楽章が結合したもの。序奏はチェロとコントラバスによって始まる。変拍子の旋律で減8度の外郭を持っているが、これは全曲の中心主題になるものである。音域を高めトゥッティの強奏に発展したところでアレグロの主部に入る。再現部は序奏と第2主題のみで、第1主題は再現されない。

### 第2楽章
「ラズリーフ (英:Razliv 露:Разлив)」
- アダージョ（Adagio）、3部形式。
- ロシア語で「ラズリーフ」は「氾濫」「洪水」の意であり、ペトログラード北部にある湖の名前である。レーニンは1917年4月にペトログラード近郊のラズリーフ湖の畔で革命の計画を練ったといわれ、タイトルはこのことに由来する。

### 第3楽章
「アヴローラ (英:Aurora 露:Аврора)」
- アレグロ（Allegro）、自由な3部形式。
- 巡洋艦アヴローラが主砲で冬宮を砲撃し、十月革命の火蓋が切られる（この砲撃に関しては、現在では史実であったか疑問視する見解も出ている）。

### 第4楽章
「人類の夜明け (英:The Dawn of Humanity 露:Заря Человечества)」
- リステッソ・テンポ - アレグレット - モデラート（L'istesso tempo - Allegretto - Moderato）、自由なロンド形式によるフィナーレ。
- 切れ目なく第4楽章に入り、ホルンによる勝利のファンファーレが現れる(主要主題)。それを弦楽が繰り返し、木管が変奏し、トランペットとトロンボーンが祝典的に強奏する。弦にはじまるAllegrettoの副主題を経て、穏やかに主要主題が回帰するが、今度は変奏的に扱われる。ついで副主題も変奏され、主要主題が再び回帰すると第1楽章の素材と絡みながらクライマックスを形成する。その後、Moderatoの長大なコーダで華麗に全曲を締め括る。

## 参考資料
- 『作曲家別名曲解説ライブラリー15 ショスタコーヴィチ』（音楽之友社）
- ローレル・E・ファーイ 著、藤岡啓介・佐々木千恵 訳『ショスタコーヴィチ ある生涯』音楽之友社、2002年。ISBN 978-4-87-198470-6。
- 『ショスタコーヴィチ:交響曲全集』の解説書（ベルナルト・ハイティンク,ロイヤル・コンセルトヘボウ管弦楽団）